# Widelands
 (janvier 2015).
Si vous disposez d'ouvrages ou d'articles de référence ou si vous connaissez des sites web de qualité traitant du thème abordé ici, merci de compléter l'article en donnant les références utiles à sa vérifiabilité et en les liant à la section « Notes et références ».
Widelands est un jeu vidéo de stratégie en temps réel libre similaire à The Settlers II et gratuit.

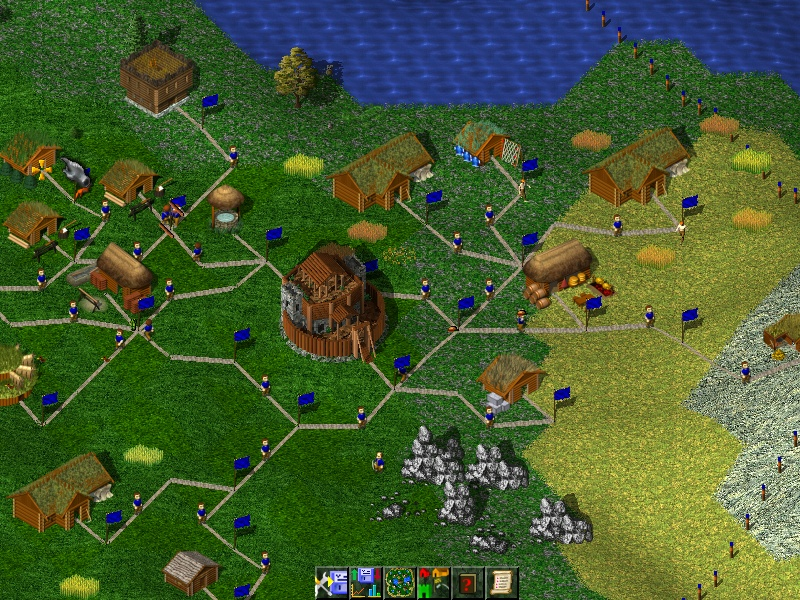
Les Barbares

Cinq civilisations sont jouables : les Barbares, l'Empire romain, les Atlantes, les Frisons et les Amazones, disposant chacune de son système économique. Le jeu propose un éditeur de niveaux. Il est programmé en C++ et repose sur la bibliothèque SDL.